# 문우람
문우람(文우람, 1992년 3월 8일 ~ )은 전 KBO 리그 넥센 히어로즈의 외야수이다.

## 넥센 히어로즈시절
기동력이 느려 프로 지명을 받지 못해 대학 진학을 고려했다가, 이장석 히어로즈프로야구단 구단주의 제안으로 2011년 졸업 후 신고선수로 입단하였다. 이듬해 확대 엔트리가 시행된 첫날에 처음으로 1군에 진입했으며, 정확한 송구로 주목받아 "문보살"이라는 별명을 얻었다. 2013년 7월 5일 LG전에서 류택현을 상대로 데뷔 첫 홈런을 기록했으며, 그 날 경기에서 홈런을 포함하여 4안타의 맹타를 휘둘렀다.

## 상무 야구단시절
2015년에 입단하였다.

## 승부조작 사건
2016년 7월 21일 승부조작에 가담한 두번째 선수라는 사실이 밝혀졌다. 군인 신분인 만큼 군 검찰에서 조사받았다. 선수 본인은 승부조작에 가담하지 않았다고 진술했으나, 2016년 11월 18일 증거인멸 우려가 있다는 이유로 군 검찰에서 구속영장을 신청하였고, 법원이 받아들이면서 법정구속되었다.
결국 넥센 히어로즈에서도 방출되었는데, 공식 홈페이지의 외야수 명단과 군 입대 선수 명단에서 제외된 걸 보면 이를 알 수 있다.

## 출신 학교
- 화순초등학교
- 화순중학교
- 동성중학교
- 광주동성고등학교

## 통산 기록
| 연도 | 팀명  | 타율  | 경기 | 타수 | 득점 | 안타 | 2루타 | 3루타 | 홈런 | 루타 | 타점 | 도루 | 도실 | 볼넷 | 사구 | 삼진 | 병살 | 실책 |
| ---- | ----- | ----- | ---- | ---- | ---- | ---- | ----- | ----- | ---- | ---- | ---- | ---- | ---- | ---- | ---- | ---- | ---- | ---- |
| 2012 | 넥센  | 0.231 | 25   | 65   | 4    | 15   | 4     | 0     | 0    | 19   | 3    | 0    | 0    | 4    | 1    | 13   | 0    | 0    |
| 2013 | 넥센  | 0.305 | 69   | 256  | 41   | 78   | 19    | 0     | 4    | 109  | 28   | 2    | 2    | 25   | 4    | 43   | 1    | 2    |
| 2014 | 넥센  | 0.284 | 122  | 324  | 46   | 92   | 24    | 4     | 6    | 142  | 43   | 5    | 3    | 33   | 2    | 54   | 10   | 4    |
| 2015 | 넥센  | 0.235 | 63   | 119  | 22   | 28   | 10    | 0     | 2    | 44   | 22   | 1    | 1    | 12   | 3    | 30   | 1    | 1    |
| 통산 | 4시즌 | 0.279 | 279  | 764  | 113  | 213  | 57    | 4     | 12   | 314  | 96   | 8    | 6    | 74   | 10   | 140  | 12   | 7    |